# Syncopy Films
Syncopy Films Inc. (también conocida como Syncopy Inc.) es una productora cinematográfica británica fundada por el  director, guionista y productor Christopher Nolan y la productora Emma Thomas (esposo y esposa, respectivamente). El nombre Syncopy Films deriva de "síncope", el término médico para la pérdida de la conciencia.

## Historia
En 2005, Syncopy Films se asoció con Legendary Pictures para producir 'Batman Begins' e 'Inception' de Warner Bros.

## Filmografía
| Año  | Película              | Director          | Escritor(es)                                                                       | Notas                                                                   |
| ---- | --------------------- | ----------------- | ---------------------------------------------------------------------------------- | ----------------------------------------------------------------------- |
| 1998 | Following             | Christopher Nolan | Christopher Nolan                                                                  |                                                                         |
| 2005 | Batman Begins         | Christopher Nolan | Historia: David S. Goyer Guion: Christopher Nolan David S. Goyer                   | Coproducida con Warner Bros., Legendary Pictures y DC Comics            |
| 2006 | The Prestige          | Christopher Nolan | Jonathan Nolan Christopher Nolan                                                   | Coproducida con Touchstone Pictures, Warner Bros. y Newmarket Films     |
| 2008 | The Dark Knight       | Christopher Nolan | Guion: Jonathan Nolan Christopher Nolan Historia: Christopher Nolan David S. Goyer | Coproducida con Warner Bros., Legendary Pictures y DC Comics            |
| 2010 | Inception             | Christopher Nolan | Christopher Nolan                                                                  | Coproducida con Warner Bros. and Legendary Pictures                     |
| 2012 | The Dark Knight Rises | Christopher Nolan | Guion: Jonathan Nolan Christopher Nolan Historia: Christopher Nolan David S. Goyer | Coproducida con Warner Bros., Legendary Pictures y DC Comics            |
| 2013 | El hombre de acero    | Zack Snyder       | Guion: David S. Goyer Historia: David S. Goyer Christopher Nolan                   | Coproducida con Legendary Pictures, DC Comics y Cruel and Unusual Films |
| 2014 | Interstellar          | Chistopher Nolan  | Jonathan Nolan, Christopher Nolan                                                  | Coproducida con Legendary Pictures y Lynda Obst Productions             |
| 2017 | Dunkirk               | Christopher Nolan | Christopher Nolan                                                                  | Coproducida con RatPac-Dune Entertainment                               |
| 2020 | Tenet                 | Christopher Nolan | Christopher Nolan                                                                  | Coproducida con Warner Bros.                                            |
| 2023 | Oppenheimer           | Christopher Nolan | Christopher Nolan                                                                  | Coproducida con Universal Pictures y Atlas Entertainment                |